# Tomáš Tuhý
Tomáš Tuhý (* 8. ledna 1972 Krnov) je bývalý český diplomatický zástupce a policista. V letech 2014 až 2018 byl policejním prezidentem Policie ČR a následně působil mezi roky 2018 a 2023 jako velvyslanec České republiky na Slovensku.

## Život
Vystudoval Filozofickou fakultu Ostravské univerzity (získal titul Mgr.) a Právnickou fakultu Masarykovy univerzity (získal titul Bc.).[zdroj?] Doktorát získal v roce 2018 na Fakultě metalurgie a materiálového inženýrství Vysoké školy báňské – Technické univerzity Ostrava. Seznam Zprávy roku 2022 zveřejnily informaci, že jeho disertační práce vykazuje podle experta na plagiátorství Jana Macha z Vysoké školy ekonomické v Praze znaky plagiátu s množstvím doslovně opsaných nebo jen mírně upravených pasáží, které se shodují se staršími absolventskými pracemi a články na internetu. Tuhý odmítl, že by při vytváření disertační práce opisoval.
Hovoří anglicky, rusky a polsky. Je držitelem bezpečnostní prověrky na stupeň utajení „Tajné“.
Tomáš Tuhý byl v roce 2009 ženatý a měl dvě děti.

## Policejní kariéra
Ve služebním poměru byl od roku 1991. Začínal jako řadový policista na Obvodním oddělení ve Městě Albrechtice, které později také vedl. V roce 2002 se stal zástupcem ředitele Okresního ředitelství Policie ČR Jeseník, kde setrval do roku 2007, kdy se stal ředitelem Okresního ředitelství Policie ČR Bruntál.
V následujících letech jeho kariéra akcelerovala, v roce 2008 byl náměstkem ředitele Správy Severomoravského kraje Policie ČR, o rok později náměstkem ředitele Krajského ředitelství policie Severomoravského kraje a v roce 2010 se stal ředitelem Krajského ředitelství policie Moravskoslezského kraje. Funkci zastával do roku 2013, kdy se stal náměstkem policejního prezidenta pro vnější službu.
Od 1. března 2014 byl prvním náměstkem policejního prezidenta a zároveň byl po rezignaci Petra Lessyho dočasně pověřen vedením policie. Následně se přihlásil do výběrového řízení na uvolněné místo policejního prezidenta a sedmičlenná odborná komise jednomyslně doporučila ministrovi vnitra Milanu Chovancovi jeho jmenování, což také 12. dubna 2014 ministr vnitra učinil.
Dne 28. října 2014 jej prezident Miloš Zeman jmenoval brigádním generálem, dne 8. května 2016 získal hodnost generálmajora a dne 28. října 2018 byl prezidentem Zemanem jmenován do hodnosti generálporučíka.
K 31. říjnu 2018 se rozhodl odejít z funkce policejního prezidenta Policie ČR, jakékoliv politické tlaky v této souvislosti odmítl.

## Velvyslanec
Dne 28. listopadu 2018 se Tomáš Tuhý stal českým velvyslancem na Slovensku, v úřadu vystřídal Livii Klausovou. Dne 26. ledna 2023 jej na této pozici nahradil Rudolf Jindrák. Ministerstvo zahraničních věcí ČR se pak následně rozhodlo, že s ním k 31. prosinci 2023 ukončí pracovní poměr, i když se s ním počítalo jako s novým velvyslancem ČR ve Slovinsku (měl už k tomu všechny potřebné dokumenty včetně souhlasu slovinské strany).

## Politická angažovanost
V listopadu 2023 zveřejnil zpravodajský web Seznam Zprávy, že Tuhý má být z rozhodnutí Andreje Babiše lídrem kandidátky hnutí ANO v krajských volbách v roce 2024 v Moravskoslezském kraji a že řada krajských členů s tímto krokem nesouhlasí.